# 日本鵪鶉
，是鸡形目雉科的一种鸟类。是一種分佈於東亞的舊世界鵪鶉。起初被認為是普通鵪鶉的亞種，現在被視為一個獨立的物種。自12世紀以來，日本鵪鶉在人的生活中扮演了積極的角色，並且在工業和科學研究中繼續發揮重要作用。在其分佈區域內，這個物種大部分地區都很豐富。目前，只有幾種純種的日本鵪鶉突變種。在美國，目前發現的品種包括法老、意大利、滿洲、藏族、羅賽塔，以及以下突變種：性聯褐色、費、魯、銀色、安達盧西亞、藍色/藍調、白翅斑、漸進斑、白化、卡里科、閃亮，以及非顏色突變如青瓷。

## 分類學
日本鵪鶉由荷蘭動物學家康拉德·雅各·特明克和德國鳥類學家赫爾曼·施萊格爾於1848年正式描述，並給予三名法Coturnix vulgaris japonica。該物種現被歸類於1764年由法國博物學家弗朗索瓦·亞歷山大·皮埃爾·德·加索引入的鶉屬（Coturnix）。此物種曾被認為與普通鵪鶉（Coturnix coturnix）為同種異名。這兩個分類單元的分佈在蒙古和貝加爾湖附近相遇，但沒有明顯的雜交。此外，圈養雜交後代的生育力下降。因此，日本鵪鶉現在被視為獨立物種。它被認為是單型種：沒有亞種被確認。

## 描述
鹌鹑体重约94.78克，翼长约97毫米，嘴峰长约14.6毫米，喙宽度约4.6毫米，喙厚度约5.2毫米，跗蹠长约24.3毫米，尾长约35.4毫米。
日本鵪鶉的形態隨其生命階段而異。作為雛鳥，雌雄個體都表現出相同的羽毛和顏色。它們的頭部呈茶色，喙上方散布著小型黑色斑點。翅膀和背部為淺棕色，背部還有四條沿著其長度延伸的棕色條紋。一條淺黃棕色的條紋由較小的黑色條紋圍繞，從頭頂延伸而下。
日本鵪鶉的羽毛具有兩性異形，可用於區分性別。雌雄成鳥都以棕色羽毛為主。然而，喉部和胸部的標記以及羽毛的特定棕色調有很大的變化。雌性胸部羽毛上有暗斑點，而雄性胸部羽毛則呈現均勻的深紅棕色，沒有任何暗斑點。這種紅棕色也出現在雄性的臉頰上，而雌性臉頰羽毛則更偏奶油色。有些雄性還會形成白色項圈，而雌性則不會出現這種情況。值得注意的是，儘管這種顏色在野生群體中非常典型，但馴化和選擇育種已經導致該物種出現了多種不同的羽毛顏色和圖案。大多數品種具有性二型性，但有些品種無法通過羽毛顏色來區分，如德州A&M、英國白色、禮服型等。
雄性通常比雌性小。野生成鳥的體重在90至100克之間，而其馴化後的個體通常重100至120克。然而，馴化品種的體重差異很大，商業用於肉類生產的品種可重達300克。
與普通鵪鶉相比，日本鵪鶉的上部顏色更深且對比更強，下部呈現更深的赤褐色。在繁殖季節，雄性的日本鵪鶉擁有獨特的赤褐色喉部羽毛。這些羽毛在非繁殖季節會被長而淡的羽毛取代。這一羽毛特徵在普通鵪鶉中並未觀察到。

### 發聲
根據發聲時的情境和表現出的各種行為，已經區分出約28種不同的叫聲類型。日本鵪鶉的叫聲在雌雄之間存在差異，同樣的刺激會導致不同的發聲。大多數的叫聲在鵪鶉五週的發育後出現，但在達到性成熟之前，它們仍然相對可變。日本鵪鶉的典型啼叫以兩個短小的部分開始，隨後是一個主要的顫音。
觀察發現，雄鵪鶉的啼叫能加速雌鵪鶉性腺的發育，那些暴露於雄性啼叫中的雌鵪鶉比未暴露於雄性發聲的雌鵪鶉更早達到成熟。在有配偶的雄性和無配偶的雄性之間，啼叫模式存在差異。

## 分佈與棲地
已知日本鵪鶉的族群主要分佈於東亞和俄羅斯。這包括印度、韓國、日本和中國。儘管有幾個定居的鵪鶉族群被證明在日本過冬，但大多數會遷徙到南方的地區，如越南、柬埔寨、老撾和中國南部。這種鵪鶉也被發現居住於許多非洲地區，包括坦桑尼亞、馬拉威、肯亞、納米比亞、馬達加斯加以及從肯亞到埃及的尼羅河河谷地區。
日本鵪鶉的繁殖地主要集中於東亞和中亞地區，如滿洲、東南西伯利亞、日本北部和朝鮮半島。然而，它也被觀察到在某些歐洲地區以及土耳其繁殖。
日本鵪鶉主要是地面生活的物種，傾向於在密集的植被區域內活動，以便隱藏和逃避捕食。因此，其自然棲地包括草地、河岸灌木叢以及種植燕麥、稻米和大麥等農田。它還被報告更喜歡開放的棲地，如草原、草甸和靠近水源的山坡。

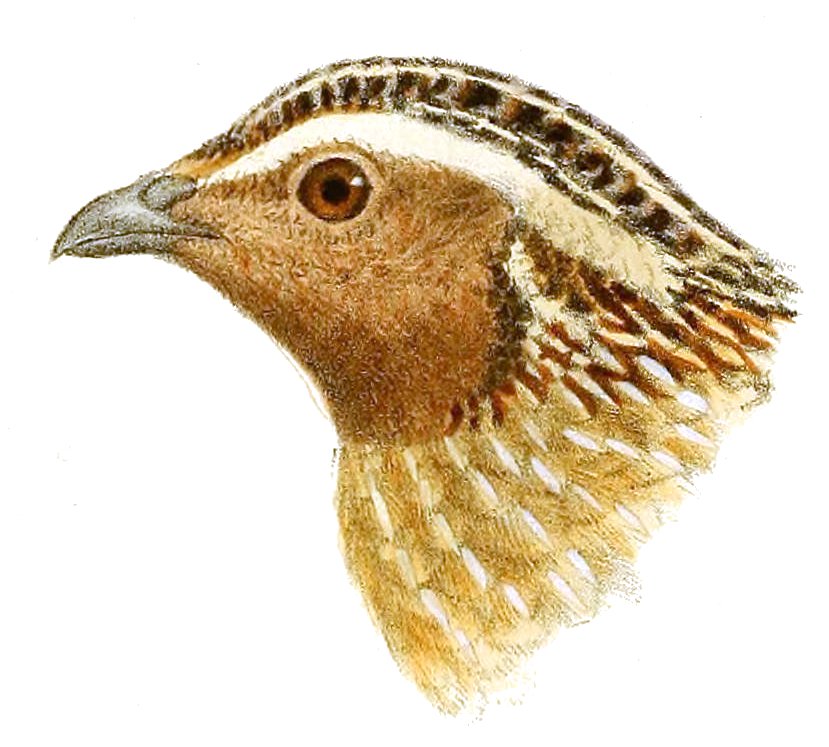
日本鵪鶉的頭部畫像

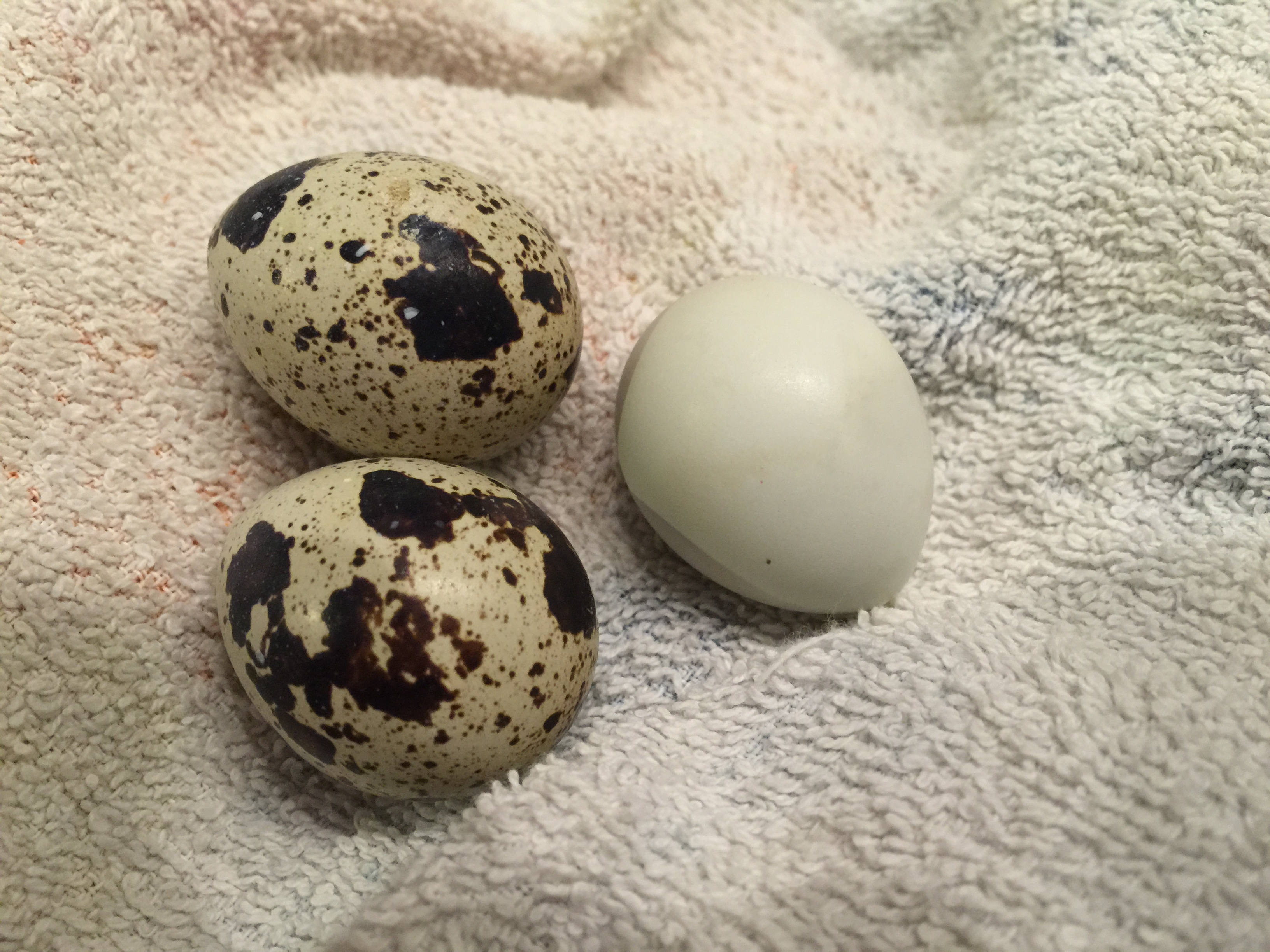
普通色日本鵪鶉蛋和白色日本鵪鶉蛋

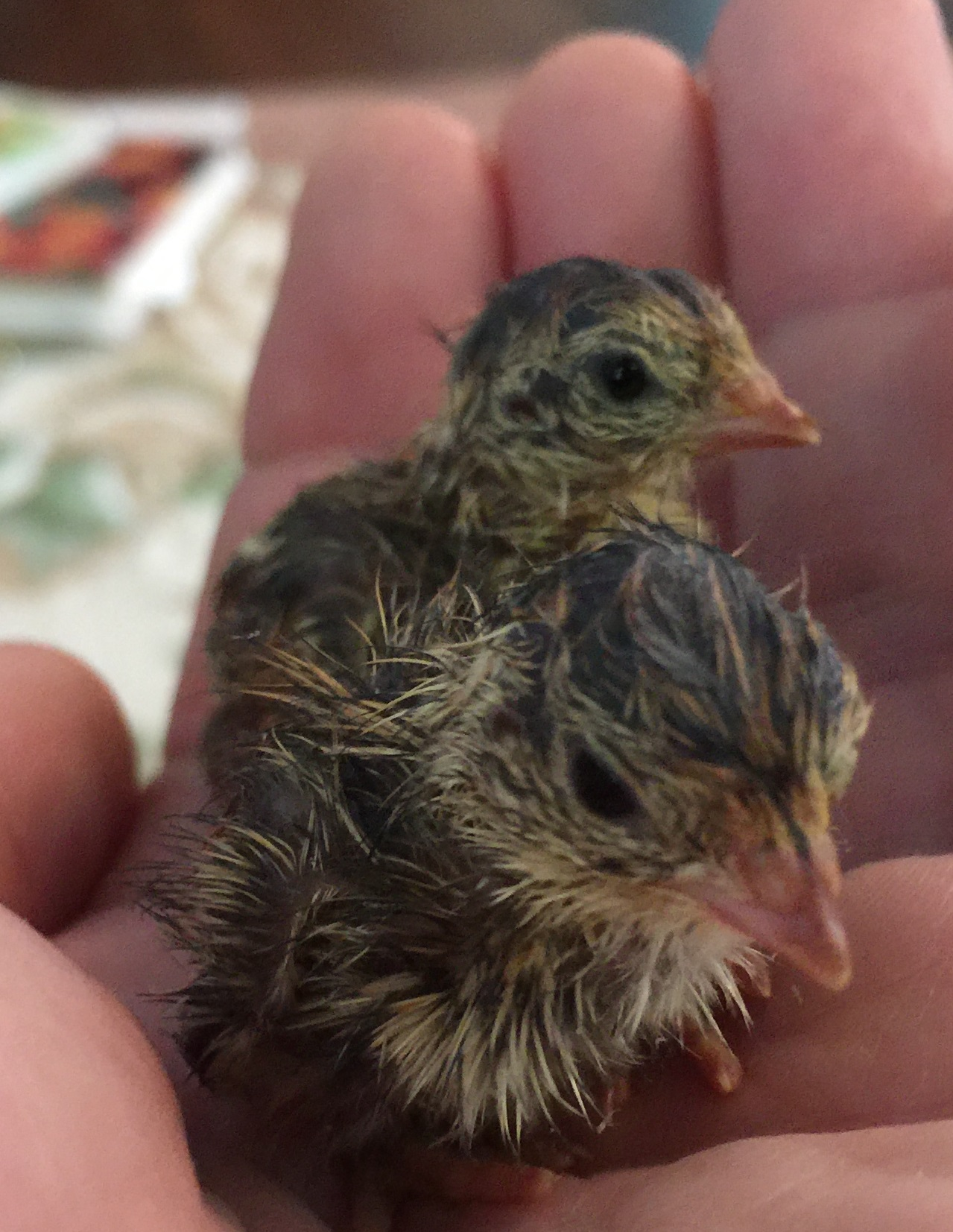
剛孵出的日本鵪鶉

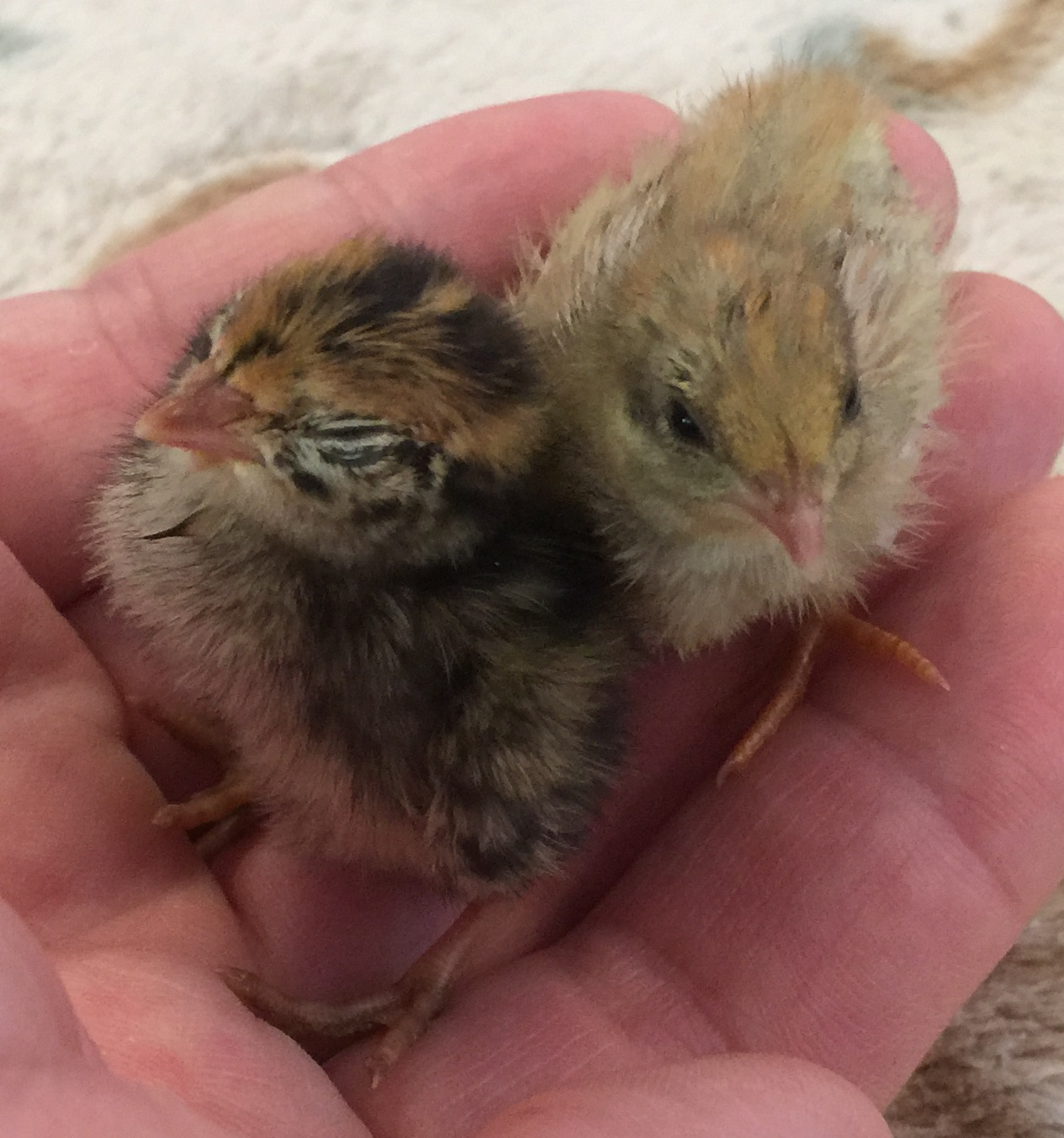
7 天後的日本鵪鶉（左）和 20 天後的小鵪鶉（右）

## 行為與生態
通常認為日本鵪鶉的味覺發育不完全，這可以從牠們無法區分不同種類的碳水化合物看出。然而，研究表明牠們確實具有有限的味覺能力。證據包括鵪鶉個體表現出對含有蔗糖的溶液的偏好，以及對鹹溶液的避開。儘管日本鵪鶉擁有嗅覺上皮，但對其嗅覺能力所知甚少。儘管如此，某些研究顯示這些鳥類僅靠嗅覺即可檢測到某些物質。例如，據報導牠們能夠檢測到某些殺蟲劑的存在，並且避免進食含有毒性蛋白質（稱為凝集素）的食物。通過眼睛的側鼻轉換，日本鵪鶉能夠實現視野的正面重疊。長距離感知伴隨著眼睛調節的雙眼視野發生。為了在行走時保持對特定物體的聚焦，鵪鶉會進行相應的頭部移動。研究還顯示日本鵪鶉具有顏色視覺，其對顏色的感知能力比對形狀或輪廓的感知更強。關於Coturnix japonica的聽覺，雖然所知不多，但據報導牠們能夠區分不同的人類語音類別。
這種鵪鶉也是狂熱的塵浴愛好者，每天進行多次塵浴。當塵浴時，牠們會用喙和腿在地面上刮挖，鬆動地面，然後用翅膀將塵土揚起。當塵土落回地面並覆蓋在鳥身上時，牠們會搖動身體並撲動羽毛，以確保羽毛得到充分覆蓋。這種行為被認為與簡單的羽毛保養和寄生蟲去除等功能有關。

### 繁殖
有關日本鵪鶉雌雄之間關係的報告結果不一，因為牠們被觀察到既會表現出單配偶制，也會表現出多配偶制的關係。一項針對家養標本的研究顯示，雌性鵪鶉傾向於與一到兩隻雄性形成配對關係，儘管配偶之外的交配的情況也經常被觀察到。
日本鵪鶉在夏季顯示出最高的繁殖活動，此時睾丸體積增大，睾酮激素濃度達到高峰。
日本鵪鶉展示出一種相當獨特且具體的交配儀式。首先，雄性會抓住雌性的脖子並騎上她。完成騎乘後，雄性會通過彎曲背部來延伸其泄殖腔，試圖與雌性進行泄殖腔接觸。如果達成泄殖腔接觸，雌性泄殖腔內出現可辨識的泡沫將表明受精已完成。在成功與雌性交配後，雄性會特徵性地表現出一種獨特的昂首闊步。雌性則可能通過保持靜止並蹲下來幫助雄性更容易接觸到她的泄殖腔，或通過站直並逃離雄性來阻止交配。雌性也可以主動引發性互動，通過在雄性面前走過並蹲下來。研究顯示，在交配過程中對雌性表現出攻擊性的雄性會減少成功交配的機會。
蛋通常會在黃昏前幾個小時內產下。孵化從最後一顆蛋產下時開始，平均持續16.5天。日本鵪鶉雌性負責大部分的蛋孵化工作，在此過程中對雄性的容忍度逐漸降低。最終，在蛋孵化前，雌性會將雄性趕走。因此，雌性也會負責所有初生雛鳥的親代照顧。
在一群日本鵪鶉中，雌性之間產下的蛋在重量、顏色、形狀和大小上可能會有很大差異；然而，對於每隻雌性來說，這些特徵卻非常具體且一致。蛋的背景顏色通常從白色到藍色再到淺棕色，並帶有斑駁的花紋。根據不同的日本鵪鶉品系，蛋的重量可能在8到13克之間，但公認的平均重量是10克。年齡似乎對蛋的大小有影響，年齡較大的雌性通常會產下較大的蛋。

### 餵食
日本鵪鶉的飲食包括許多不同種類的草籽，如黍和黍屬。牠們也會捕食各種昆蟲及其幼蟲，以及其他小型無脊椎動物。
日本鵪鶉主要在一天的開始和結束時進行進食和飲水，這一行為顯示出與光週期密切相關。然而，牠們在一天中的其他時間也會繼續進食和飲水。

## 與人類的關係

### 馴化

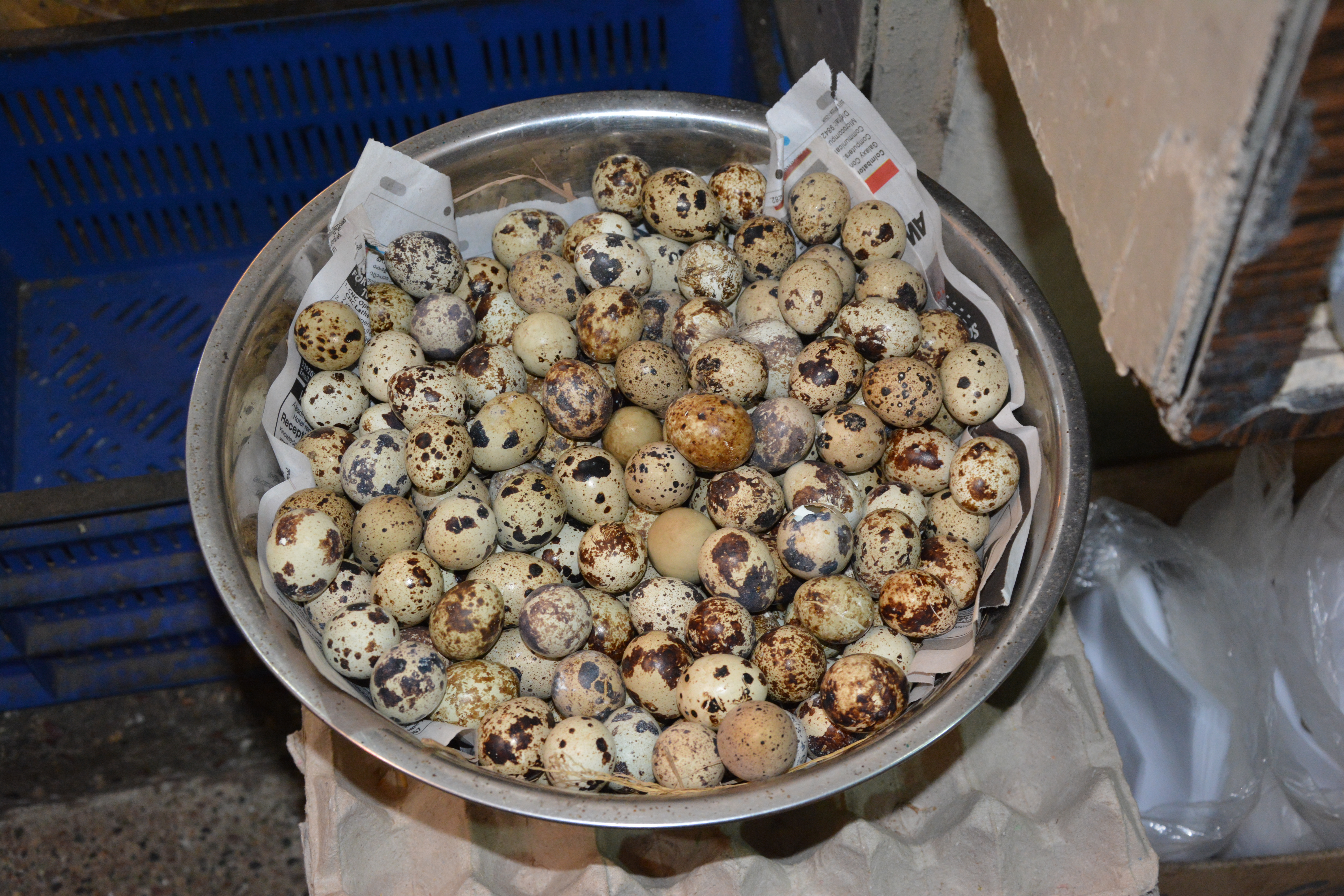
銷售中的鵪鶉蛋 哥印拜陀, 印度

最早的家養日本鵪鶉記錄來自12世紀的日本，但有些證據顯示這一物種其實早在11世紀就已被馴化。這些鳥類最初被飼養作為鳴禽，據認為牠們經常被用於鳴聲比賽。
在20世紀初，日本飼養者開始選擇性地繁殖以增加產蛋量。到1940年，鵪鶉蛋產業蓬勃發展，但第二次世界大戰的事件導致了為鳴聲類型飼養的鵪鶉系譜的完全喪失，以及幾乎所有為蛋類生產飼養的系譜的消失。戰後，僅剩的鵪鶉被用來重建這一產業，而當今所有的商業和實驗室系統都被認為源自這一殘存的族群。

### 野生動物補充放養
日本鵪鶉被認為是普通鵪鶉的異域種化的近親物種，儘管兩者仍被視為不同的物種。 由於牠們之間的密切關係及表型上的相似性，加上歐洲野生普通鵪鶉族群最近的數量下降，日本鵪鶉經常與普通鵪鶉雜交，產生的混種用於補充正在減少的野生鵪鶉族群。 希臘、法國、西班牙、葡萄牙、英國、蘇格蘭、加拿大、中國、澳大利亞和義大利等國每年都釋放數千隻這樣的混種來補充其逐漸減少的野生鵪鶉族群，通常在狩獵季節開始前釋放這些鳥類。 這些混種在這些地區幾乎與本地的普通鵪鶉無法區分，儘管有些擔憂認為這種混種可能對本地的鵪鶉族群有害。

### 蛋與肉的生產

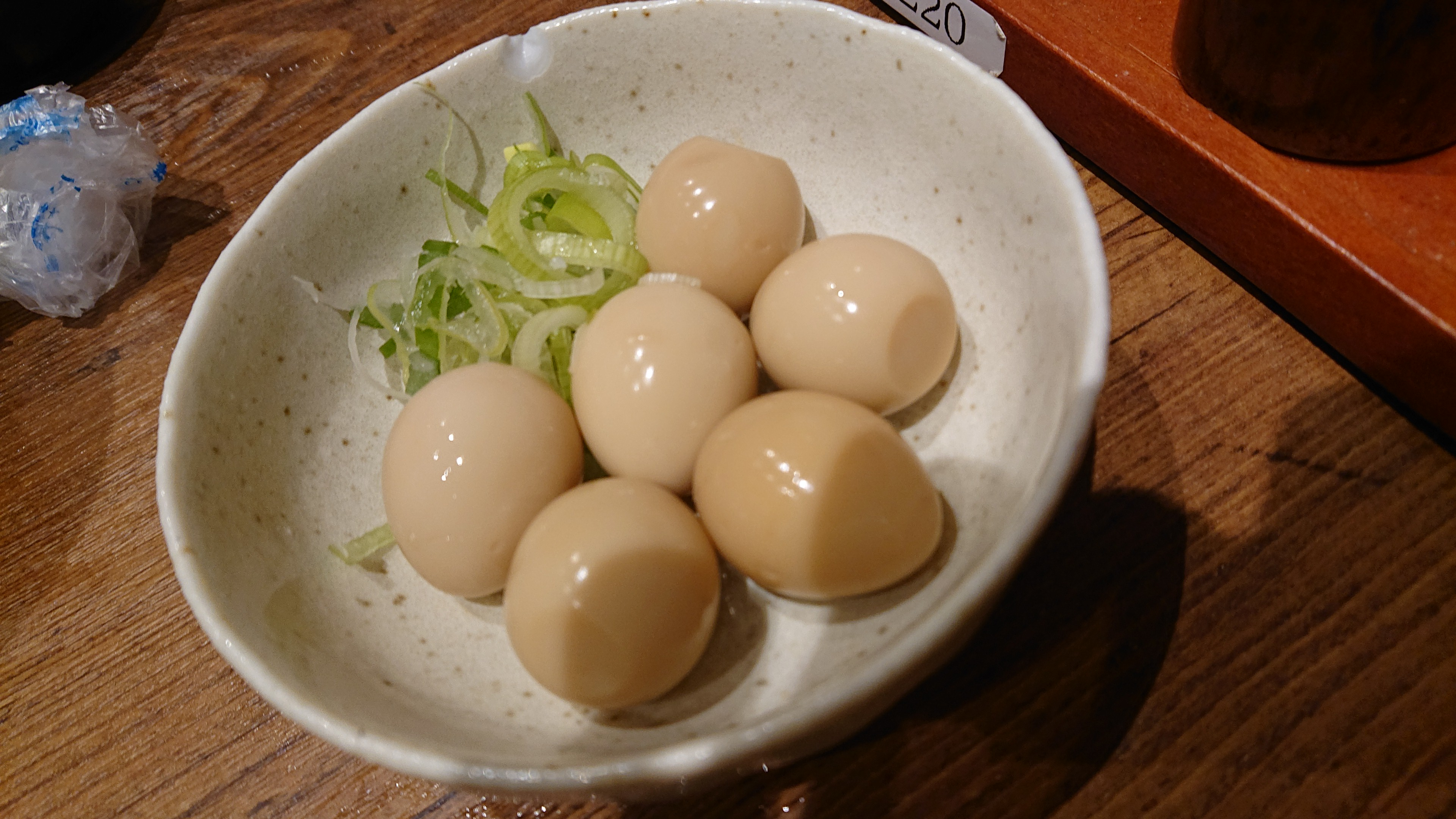
鵪鶉蛋作為食物

由於日本鵪鶉易於管理、生長快速、體型小巧，且能高效產蛋，因此在全球範圍內被大量飼養。 日本、印度、中國、義大利、俄羅斯和美國都已建立了商業化的日本鵪鶉養殖業。 日本鵪鶉為發展中國家提供了穩定的肉源，並為已開發國家提供了一個適合的雞肉替代品。然而，鵪鶉的真正經濟和商業價值在於其蛋的生產，因為家養的日本鵪鶉每年可產多達300顆蛋，且飼料轉化率非常高效。 在1990年代達到了2.62的飼料轉化率。

### 研究
自1957年以來，由於加利福尼亞大學和奧本大學的研究團隊提出了其在生物醫學研究中的價值後，對日本鵪鶉作為研究動物的興趣大大增加。如今，它廣泛用於州、聯邦、大學和私人實驗室的研究用途。日本鵪鶉廣泛用於包括遺傳學、營養學、生理學、病理學、胚胎學、癌症、行為學及農藥毒性研究等領域。
日本鵪鶉的蛋曾經搭載蘇聯和俄羅斯的幾艘太空船繞地球運行，包括生物5號衛星和禮炮六號及和平號空間站。 在1990年3月，和平號空間站上的鵪鶉蛋成功孵化。